# Lagarolampis cordobae
Lagarolampis cordobae är en insektsart som beskrevs av Marius Descamps 1978. Lagarolampis cordobae ingår i släktet Lagarolampis och familjen Romaleidae. Inga underarter finns listade i Catalogue of Life.